# Thessaloniki
Thessaloniki (tiếng Hy Lạp: Θεσσαλονίκη), Thessalonica, hay Salonica là thành phố lớn thứ hai ở Hy Lạp và là thủ phủ của vùng Macedonia. Tên trang trọng của nó là Συμпρωτεύουσα (Symprotévousa), gợi nhớ tới thời kỳ lịch sử khi nó là thành phố Συμβασιλεύουσα (Symvasilévousa) của Đế quốc Byzantine. Theo thống kê dân số năm 2001,thành phố tự trị Thessaloniki có dân số 363,987, vùng đô thị là 800,764 và khu vực đô thị bao trùm (LUZ) của Thessaloniki có khoảng 995,766 dân cư sinh sống (2004).

## Khí hậu
| Dữ liệu khí hậu của Thessaloniki (1961–1990) | Dữ liệu khí hậu của Thessaloniki (1961–1990) | Dữ liệu khí hậu của Thessaloniki (1961–1990) | Dữ liệu khí hậu của Thessaloniki (1961–1990) | Dữ liệu khí hậu của Thessaloniki (1961–1990) | Dữ liệu khí hậu của Thessaloniki (1961–1990) | Dữ liệu khí hậu của Thessaloniki (1961–1990) | Dữ liệu khí hậu của Thessaloniki (1961–1990) | Dữ liệu khí hậu của Thessaloniki (1961–1990) | Dữ liệu khí hậu của Thessaloniki (1961–1990) | Dữ liệu khí hậu của Thessaloniki (1961–1990) | Dữ liệu khí hậu của Thessaloniki (1961–1990) | Dữ liệu khí hậu của Thessaloniki (1961–1990) | Dữ liệu khí hậu của Thessaloniki (1961–1990) |
| Tháng                                        | 1                                            | 2                                            | 3                                            | 4                                            | 5                                            | 6                                            | 7                                            | 8                                            | 9                                            | 10                                           | 11                                           | 12                                           | Năm                                          |
| -------------------------------------------- | -------------------------------------------- | -------------------------------------------- | -------------------------------------------- | -------------------------------------------- | -------------------------------------------- | -------------------------------------------- | -------------------------------------------- | -------------------------------------------- | -------------------------------------------- | -------------------------------------------- | -------------------------------------------- | -------------------------------------------- | -------------------------------------------- |
| Cao kỉ lục °C (°F)                           | 20.8 (69.4)                                  | 22.0 (71.6)                                  | 25.8 (78.4)                                  | 31.2 (88.2)                                  | 36.0 (96.8)                                  | 39.8 (103.6)                                 | 42.0 (107.6)                                 | 38.2 (100.8)                                 | 36.2 (97.2)                                  | 30.0 (86.0)                                  | 26.6 (79.9)                                  | 20.6 (69.1)                                  | 42.0 (107.6)                                 |
| Trung bình ngày tối đa °C (°F)               | 9.1 (48.4)                                   | 11.0 (51.8)                                  | 14.2 (57.6)                                  | 19.2 (66.6)                                  | 24.5 (76.1)                                  | 29.1 (84.4)                                  | 31.4 (88.5)                                  | 30.9 (87.6)                                  | 27.3 (81.1)                                  | 21.2 (70.2)                                  | 15.4 (59.7)                                  | 10.9 (51.6)                                  | 20.3 (68.5)                                  |
| Trung bình ngày °C (°F)                      | 5.0 (41.0)                                   | 6.7 (44.1)                                   | 9.6 (49.3)                                   | 14.2 (57.6)                                  | 19.5 (67.1)                                  | 24.2 (75.6)                                  | 26.5 (79.7)                                  | 25.8 (78.4)                                  | 21.8 (71.2)                                  | 16.1 (61.0)                                  | 10.9 (51.6)                                  | 6.7 (44.1)                                   | 15.6 (60.1)                                  |
| Tối thiểu trung bình ngày °C (°F)            | 1.2 (34.2)                                   | 2.3 (36.1)                                   | 4.4 (39.9)                                   | 7.3 (45.1)                                   | 11.8 (53.2)                                  | 16.0 (60.8)                                  | 18.4 (65.1)                                  | 18.1 (64.6)                                  | 14.9 (58.8)                                  | 10.6 (51.1)                                  | 6.6 (43.9)                                   | 2.7 (36.9)                                   | 9.5 (49.1)                                   |
| Thấp kỉ lục °C (°F)                          | −14.0 (6.8)                                  | −12.8 (9.0)                                  | −7.2 (19.0)                                  | −1.2 (29.8)                                  | 3.0 (37.4)                                   | 6.8 (44.2)                                   | 9.6 (49.3)                                   | 8.2 (46.8)                                   | 2.6 (36.7)                                   | −1.4 (29.5)                                  | −6.2 (20.8)                                  | −9.2 (15.4)                                  | −14.0 (6.8)                                  |
| Lượng Giáng thủy trung bình mm (inches)      | 36.9 (1.45)                                  | 40.3 (1.59)                                  | 45.7 (1.80)                                  | 36.1 (1.42)                                  | 44.0 (1.73)                                  | 31.6 (1.24)                                  | 25.6 (1.01)                                  | 20.8 (0.82)                                  | 26.2 (1.03)                                  | 40.6 (1.60)                                  | 57.7 (2.27)                                  | 52.9 (2.08)                                  | 458.4 (18.05)                                |
| Số ngày giáng thủy trung bình (≥ 1.0 mm)     | 6.3                                          | 5.7                                          | 6.6                                          | 5.4                                          | 5.7                                          | 4.3                                          | 3.2                                          | 2.5                                          | 2.9                                          | 4.9                                          | 6.6                                          | 7.2                                          | 61.3                                         |
| Độ ẩm tương đối trung bình (%)               | 76.3                                         | 73.6                                         | 73.0                                         | 68.5                                         | 64.1                                         | 56.1                                         | 53.4                                         | 55.7                                         | 62.2                                         | 70.1                                         | 77.3                                         | 78.0                                         | 67.4                                         |
| Số giờ nắng trung bình tháng                 | 98.7                                         | 102.6                                        | 147.2                                        | 202.6                                        | 252.7                                        | 296.4                                        | 325.7                                        | 295.8                                        | 229.9                                        | 165.5                                        | 117.8                                        | 102.6                                        | 2.337,5                                      |
| Nguồn: NOAA                                  |                                              |                                              |                                              |                                              |                                              |                                              |                                              |                                              |                                              |                                              |                                              |                                              |                                              |

## Thể thao
| Câu lạc bộ        | Thành lập |
| ----------------- | --------- |
| Iraklis           | 1908      |
| Aris              | 1914      |
| Ch.A.N.Th.        | 1921      |
| V.A.O.            | 1926      |
| Apollon           | 1926      |
| M.E.N.T.          | 1926      |
| P.A.O.K.          | 1926      |
| Apollon           | 1926      |
| Makedonikos       | 1928      |
| Agrotikos Asteras | 1932      |

### Chính phủ
- Municipality of Thessaloniki
- Thessaloniki Port Authority
- ΟΑΣΘ - Organisation of Urban Transport of Thessaloniki (Greek & English)
- Thessaloniki - Photo Archive Documents 1900-1980 Lưu trữ ngày 16 tháng 6 năm 2008 tại Wayback Machine

### Văn hóa
- Thessaloniki Concert Hall Organisation
- Thessaloniki Film Festival
- Thessaloniki - Old postcards Lưu trữ ngày 27 tháng 9 năm 2007 tại Wayback Machine
- Thessaloniki Info & Links
- Thessaloniki360 Virtual City Guide Lưu trữ ngày 24 tháng 7 năm 2012 tại Wayback Machine
- Thessaloniki Tsimiski.gr street Lưu trữ ngày 10 tháng 9 năm 2010 tại Wayback Machine